# G4S
G4S és una empresa multinacional anglesa de seguretat privada amb seu a Londres. La companyia es va constituir el juliol de 2004 quan Securicor, amb seu a Londres, es va fusionar amb l'empresa danesa Group 4 Falck. L'empresa ofereix serveis com personal de seguretat, equips de vigilància, unitats de resposta i transport segur de presos. G4S és l'empresa de seguretat més gran del món quant a ingressos i opera en més de 85 països.

## Història
G4S té els seus orígens en un negoci de vigilància fundat a Copenhaguen el 1901 per Marius Hogrefe, conegut originalment com a København Frederiksberg Nattevagt (Copenhaguen i Frederiksberg Night Watch) i posteriorment rebatejat com a Falck.
L'any 2000, Group 4, una empresa de seguretat formada a la dècada del 1960, es va fusionar amb Falck per a formar Group 4 Falck, i ja l'any 2000 era «l'empresa de sistemes de seguretat privada més gran del món». El 2002, el Grup 4 Falck va comprar The Wackenhut Corporation als Estats Units d'Amèrica.
G4S es va formar el juliol de 2004, quan el negoci de seguretat del Grup 4 Falck es va fusionar amb Securicor per a crear el Grup 4 Securicor i va començar a cotitzar tant a les borses de Copenhaguen com de Londres. El 2005 Lars Nørby Johansen va ser succeït com a conseller delegat per Nick Buckles i, el 2006, la nova identitat de marca G4S, dissenyada per Russell Johnson de l'agència de disseny Stylus, es va implementar a tot el món.
G4S va adquirir l'empresa sud-africana Skycom el setembre de 2010. L'abril de 2011, va comprar Cotswold Group, una empresa de vigilància i recerca.

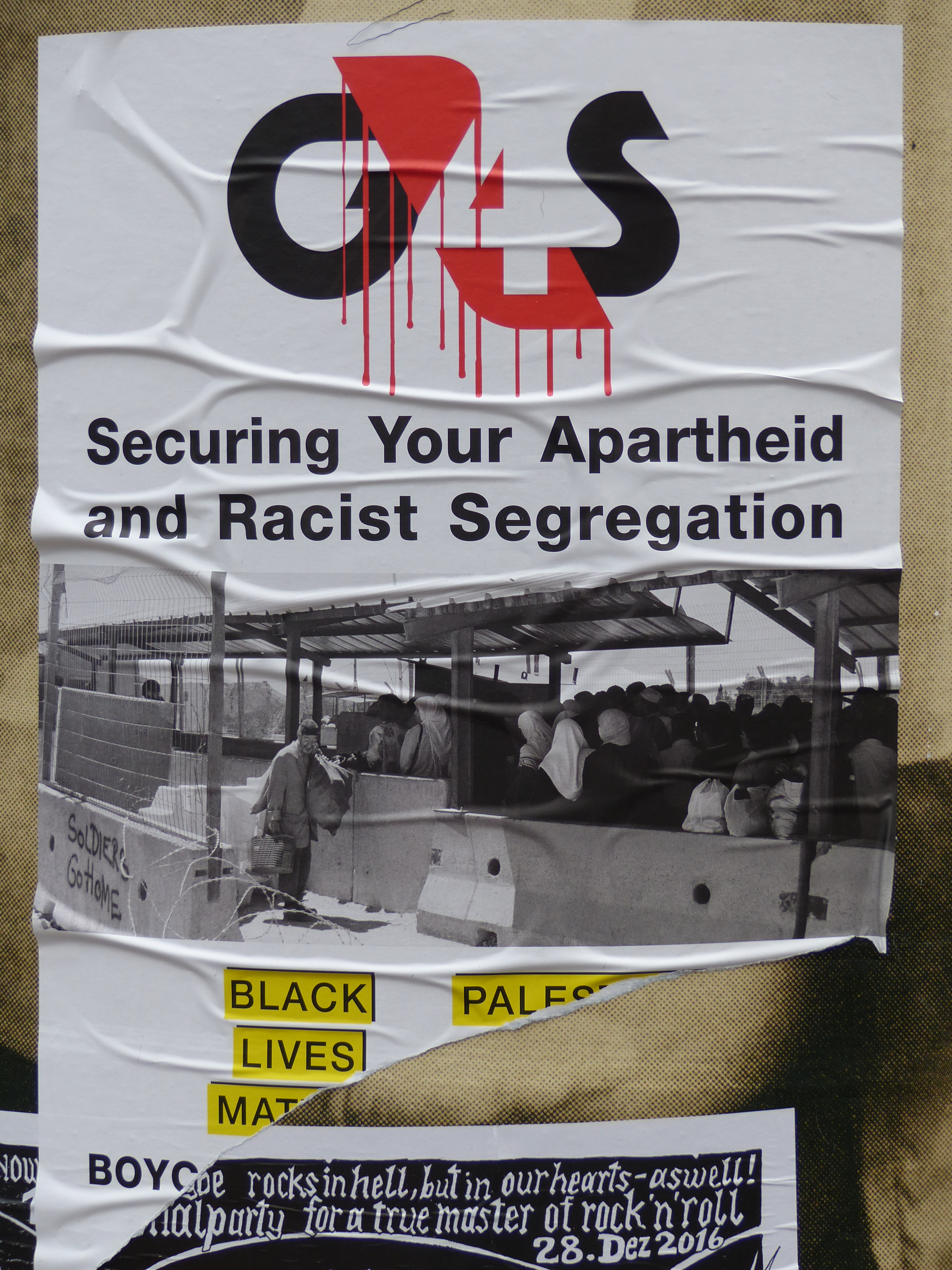

Les controvèrsies relacionades amb l'empresa han inclòs l'ús de mà d'obra de migrants detinguts a les presons, mala praxis en institucions de custòdia de joves al Regne Unit i als EUA, manipulació de dades, i els disturbis de 2016 a la presó de Birmingham. G4S també ha estat assenyalada pel moviment de Boicot, Desinversions i Sancions per la seva col·laboració amb l'estat d'Israel.